# Halo de matière noire

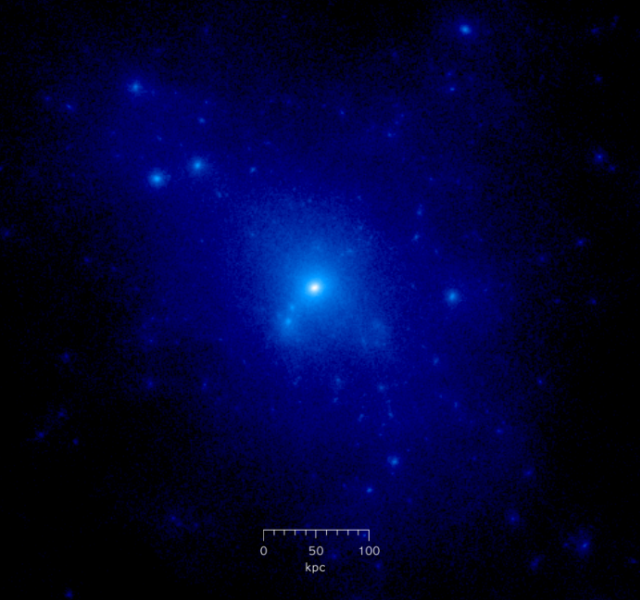
Halo de matière noire créé par une simulation cosmologique à N corps.

Un halo de matière noire est un composant hypothétique d'une galaxie qui enveloppe le disque galactique et s'étend bien au-delà des limites visibles de la galaxie. La masse du halo est la portion dominante de la masse totale de la galaxie. Étant donné qu'ils sont constitués de matière noire, les halos ne peuvent pas être observés directement, mais leur existence est déduite de leurs effets sur le mouvement des étoiles et du gaz dans les galaxies. Les halos de matière noire jouent un rôle majeur dans les modèles actuels de formation et d'évolution des galaxies.

Courbe de rotation de la Voie lactée. L'axe vertical représente la vitesse de révolution autour du centre galactique. L'axe horizontal représente la distance au centre galactique. Le Soleil correspond au point jaune. La courbe observée est en bleu ; celle prédite à partir de la masse stellaire et de gaz dans la Voie lactée est en rouge. La dispersion des observations est indiquée par les barres grises. La différence entre les deux courbes est causée par la matière noire ou par le fait que les lois de la gravitation sont différentes de celles connues,,.